# McDonald Island
McDonald Island är en ö i Heard- och McDonaldöarna (Australien). Den ligger i den västra delen av Heard- och McDonaldöarna.
McDonald Island är toppen på en vulkan. Den ansågs inaktiv fram till 1992 då en mindre utbrott skedde. Fram till 1996 var McDonald Island en platt grönskande ö. Efter vulkanutbrott 1996, 2001 och 2005 har ön förvandlats. Det har tillkommit nya bergstoppar och ön har vuxit i storlek, bland annat genom att förenas med ön Flat Island. 
Ibland används namnet McDonald Islands, då inbegrips även den före detta ön Flat Island och klippan Meyer Rock.
Den här artikeln är helt eller delvis baserad på material från engelskspråkiga Wikipedia, McDonald Islands (volcano), 13 december 2016.